# OHRYS BIRD
OHRYS BIRD（オーリーズ・バード）は、神奈川県茅ヶ崎市にあるアニメーションを制作しているスタジオ「株式会社アニメトロニカ」に所属する、上田走と大類道久による2人組アニメ作家。

## 作品

### みんなのうた
- ◆は、5分間1曲枠の楽曲（ロングのうた）。
- 1.音楽室は秘密基地 / SHISHAMO（2017年2月・3月放送）◆
- 2.スタートライン / ナオト・インティライミ（2020年8月・9月放送）